# Filosofia pràctica
La filosofia pràctica és aquella filosofia que emfatitza les relacions entre el pensament, l'acció humana i els seus efectes; principalment l'ètica i la filosofia política. Es presta a més, per posar en pràctica allò que s'ha après o, que s'ha estudiat anteriorment en la filosofia teòrica, centrada en els estudis dels fets teòrics.
La filosofia pràctica pot prendre diferents formes, incloent la pràctica reflexiva d'alguna tècnica, el pensament filosòfic personal, o la conselleria filosòfica, que s'ha relacionat d'alguna manera amb el coaching.